# Chenab
Pour l’article homonyme, voir The Chenab Times.
La Chenab (pendjabi : ਚਨਾਬ, canāb, ourdou : چناب, hindi : चनाब, littéralement : « Lune (Chen) Rivière (ab) ») est une rivière formée par la confluence de la Chandra et de la Bhaga à Tandi, dans l'Himalaya, dans le district de Lahul et Spiti dans l'Himachal Pradesh (Inde). 

## Géographie
Son cours supérieur est aussi connu comme la Chandrabhaga. Elle traverse le Jammu-et-Cachemire vers les plaines du Pendjab, où elle reçoit la Jhelum à Trimmu et le Ravi. Elle se jette dans le Sutlej près d'Uch Sharif pour former la Panjnad ou « Cinq Rivières » (la cinquième est la Beâs, qui se jette dans le Sutlej près de Ferozepur, en Inde). 
Le Sutlej se jette alors dans l'Indus à Mithankot. La longueur totale de la Chenab est d'environ 960 kilomètres. Ses eaux sont attribuées au Pakistan selon les termes du Traité des eaux de l'Indus,.

## Histoire
Les Indiens de la période védique connaissaient la rivière sous le nom d' Ashkini (sanskrit : अश्किनि) ou Iskmati et les anciens grecs sous le nom d'Acésinès. En -325, Alexandre le Grand aurait fondé Alexandrie de l'Indus (aujourd'hui Uch Sharif, Mithankot ou Chacharan) au confluent de l'Indus et des autres rivières du Pendjab.
La Chenab a la même place dans la conscience des Pendjabis que le Rhin pour les Germains ou le Danube pour les Autrichiens et les Hongrois : c'est la rivière iconique, et elle joue un rôle important dans l'histoire de Heer Ranjha, l'épopée nationale pendjabie, et dans la légende de Sohni Mahiwal.

## Aménagements

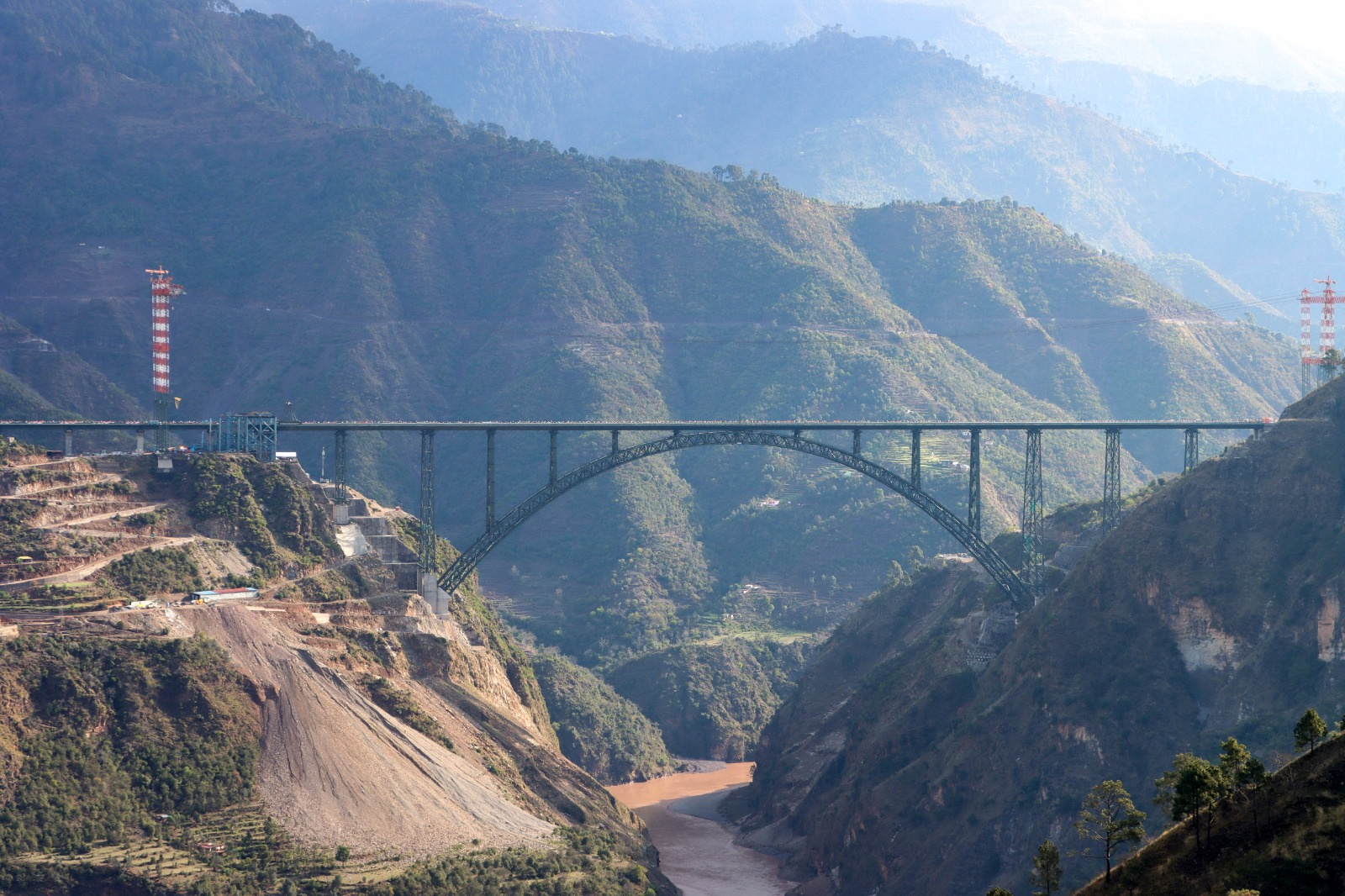
Le pont ferroviaire de la Chenab.

La rivière a été projetée en pleine lumière en raison de la volonté du gouvernement indien de construire des barrages hydroélectriques sur son cours, particulièrement le barrage de Baglihar (achevé en 2008), dans le cadre du Projet du Bassin de l'Indus. Ces projets sur la Chenab ont été contestés par le Pakistan, qui affirme qu'ils violent les clauses du Traité de l'Indus, une affirmation rejetée par l'Inde. 
Autre aménagement majeur, c'est pour franchir sa vallée qu'a été construit le pont de la Chenab (en), pont ferroviaire le plus haut du monde et pont en arc le plus haut du monde, parcouru à partir de 2024 par les trains de la nouvelle ligne Udhampur-Baramulla (la Jammu–Baramulla line), dont le tablier est à 359 mètres au-dessus du lit de la rivière.

## Galerie

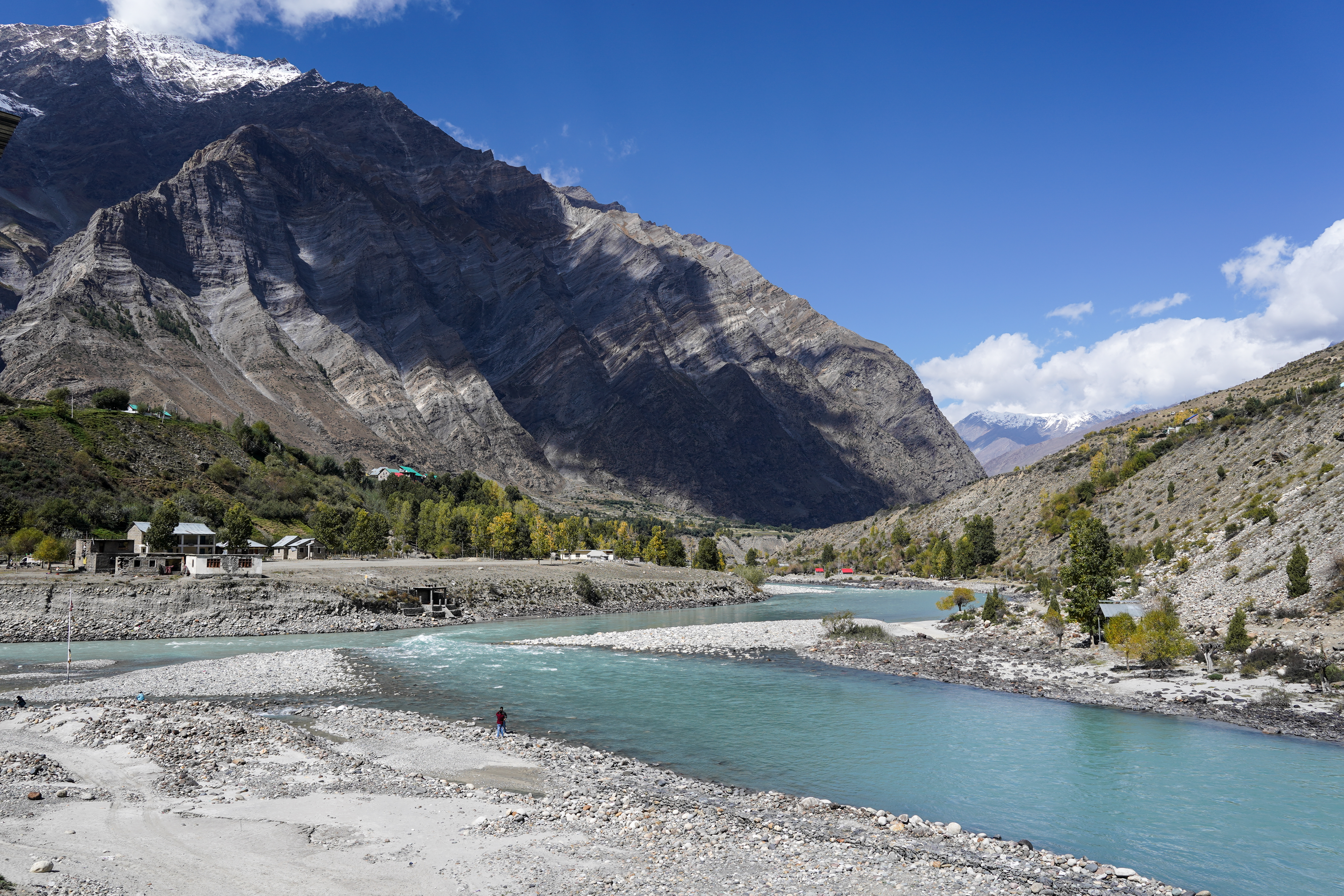
Confluence de la rivière
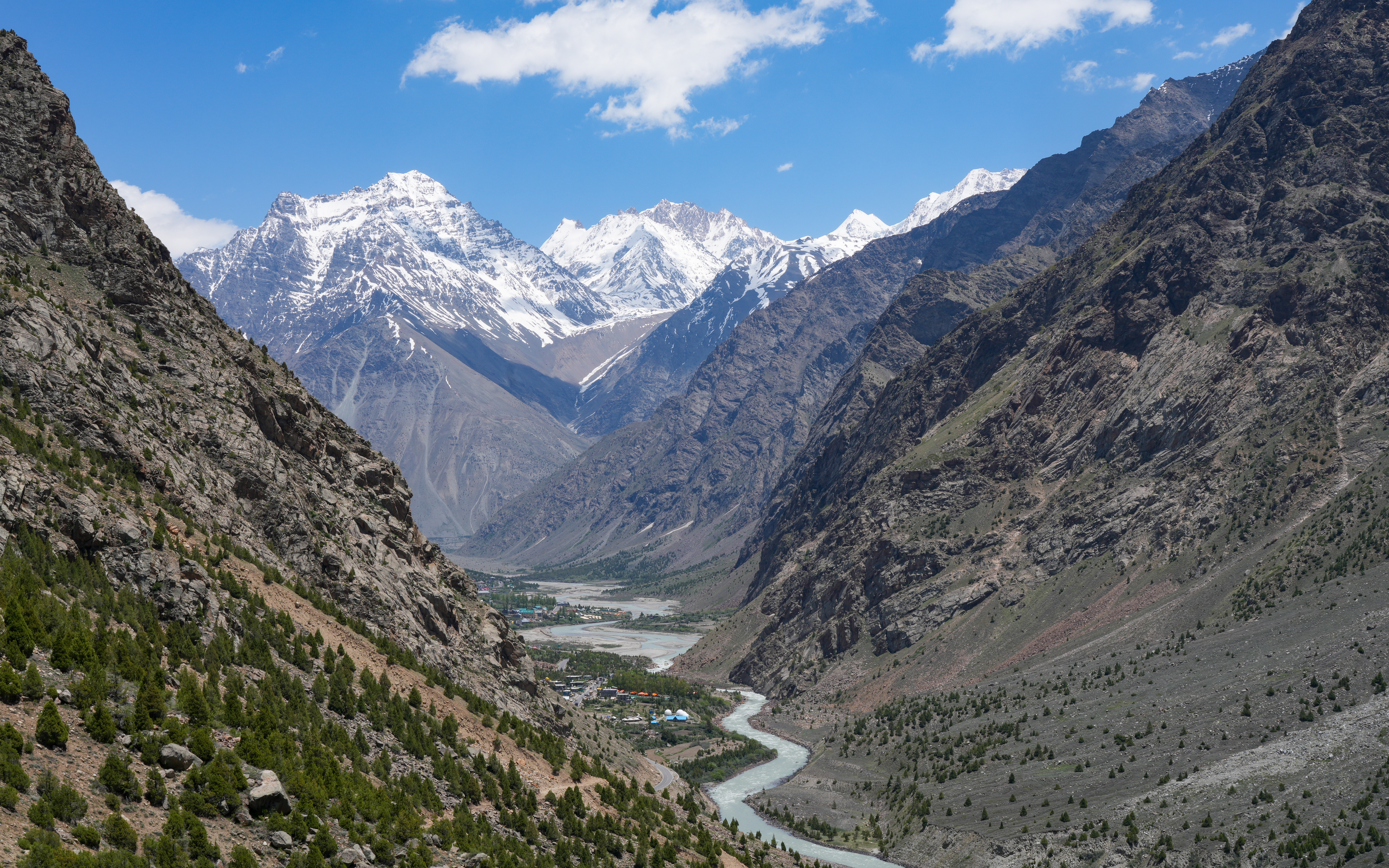
Valée
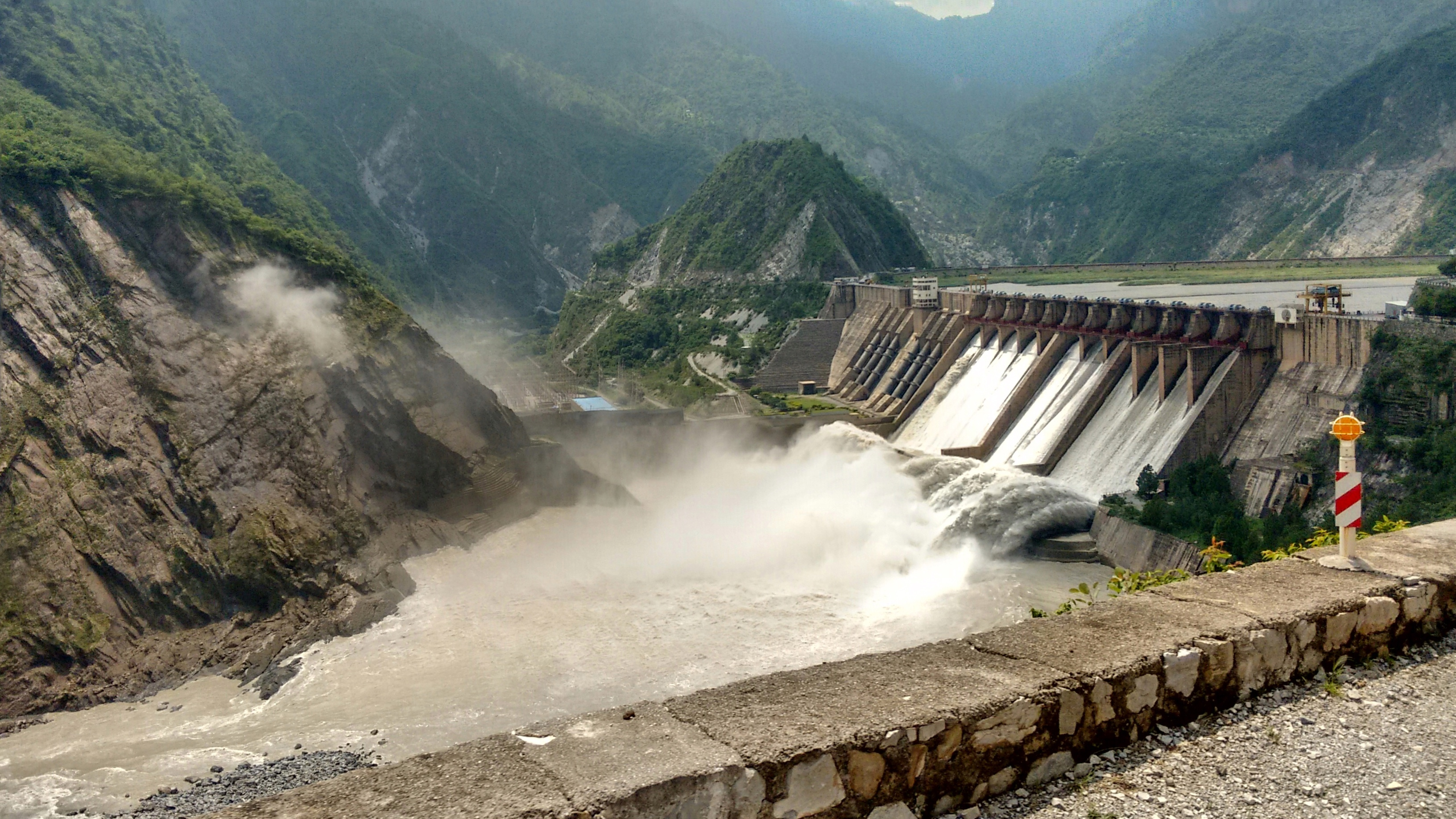
Salal Dam